# 1. BC Duisburg
Der 1. Bowling Club Duisburg 1963/90 e. V. ist ein Duisburger Bowlingverein, der mit mehreren Mannschaften in der Ersten Bundes- bis zur Bezirksliga spielt.

## Geschichte
Der 1. BC Duisburg wurde im Juli 1963 als fünfter Bowlingverein in Nordrhein-Westfalen nach Bochum, Wuppertal, Düsseldorf und Essen gegründet. Die Heimanlage ist seitdem das Treff-Bowling-Center an der Düsseldorfer Landstraße 76 (Lage).
Der damals gewählte 1. Vorsitzende Egmont Kahnt leitete den Verein über 32 Jahre lang. Nach seinem Ausscheiden aus Altersgründen 1995 wurde Horst Comes Vorsitzender.
Auf Horst Comes folgte im März 2007 Horst Niedick als erster Vorsitzender. Zweiter Vorsitzender wurde Halleninhaber Achim Grabowski. Im Juni 2008 wurde der Vorstand neu strukturiert. Als geschäftsführender Vorstand tragen seitdem Winfried Wessendorf, Michael Krämer und Egon Neudorf die Verantwortung für die Belange des Vereins und deren Mitglieder.
Der 1. BC Duisburg war bereits nach wenigen Jahren neben Berlin, Mannheim und Stuttgart eine Hochburg des deutschen Bowlingsports. Der herausragende Spieler jener Zeit war der Nationalspieler Heinrich König, der im Jahre 1989 im Alter von 52 Jahren an einem Herzinfarkt starb.

## Leistungen der ersten Mannschaft
- 1970 Aufstieg in die neu gebildete Bundesliga
- 1970 bis 1978, 1984 bis 1989 und erneut seit 1991 spielt die Mannschaft in der Ersten Bundesliga, zwischenzeitlich in der 2. Liga
- in den Jahren 1992, 1993, 1994, 1996, 1997, 2000, 2002, 2005, 2007 und 2008 wurde der Verein Deutscher Clubmeister

Koordinaten: 51° 29′ 37,1″ N, 6° 49′ 15,5″ O